# Ligotka (Basse-Silésie)
Pour les articles homonymes, voir Ligotka.
Ligotka est une localité polonaise de la gmina de Prusice, située dans le powiat de Trzebnica en voïvodie de Basse-Silésie.